# Virtue's Last Reward
Virtue's Last Reward (極限脱出ADV 善人シボウデス Kyokugen Dasshutsu Adobenchā: Zennin Shibō Desu?), llamado Zero Escape: Virtue's Last Reward en América, es un videojuego de aventura japonés  desarrollado por la compañía Chunsoft y dirigido por Kōtarō Uchikoshi para Nintendo 3DS y PlayStation Vita. Es la segunda entrega de la saga Zero Escape, cuya primera entrega es 999: Nine Hours, Nine Persons, Nine Doors, creado por la misma compañía y el mismo equipo.
El juego contiene voces tanto en japonés como en inglés en América y solo en japonés en Europa y Japón, excepto en España donde se incluyen ambos doblajes, además de nuevos moldeados de personajes en 3D a diferencia de su predecesor, que usaba sprites en 2D. A pesar de que la historia es autoconlusiva, contiene varias referencias a su precesor: 999: Nine Hours, Nine Persons, Nine Doors.
El título fue confirmado oficialmente en el número de marzo de 2012 de la revista Nintendo Power para su lanzamiento a finales de 2012 en América del Norte, publicado por Aksys Games (que también publicó la versión norteamericana de su predecesor). En Europa se publicó en el idioma original, japonés, con subtítulos en inglés, en noviembre de 2012 por Rising Star Games, excepto en España que lo publicó BadLand Games.

## Modo de juego
Hay dos modos de juego en Virtue's Last Reward. Como una novela visual, el juego incluye principalmente la interacción con los demás personajes y la toma de decisiones que alteran el resultado de la historia. El jugador tiene la responsabilidad adicional de decidir si va a traicionar a un personaje, o va a aliarse con él. Si los dos personajes deciden cooperar, cada uno gana 2 BP (puntos de brazalete). Sin embargo, si un personaje traiciona a otro, este pierde puntos, mientras que el traidor obtiene una mayor cantidad de puntos. Si los dos personajes se traicionan, nadie recibe puntos. Esta es una ligera variación del dilema del prisionero, un problema clásico de filosofía.
La trama y el final del juego varían dependiendo de si el jugador decide traicionar o cooperar con otros personajes. El juego ofrece una función de diagrama de tiempo que permite al jugador viajar a diferentes partes de la historia en cualquier momento.
El juego también contiene varios puzles que constituyen la parte jugable, llamada "Escape Mode" (Modo Escape). Hay dos modos de dificultad, Fácil y Difícil, en Fácil, los personajes darán al jugador bastantes pistas para resolver un puzle, mientras que en difícil esto no pasará.

## Historia
Sigma, el personaje principal, es secuestrado (mediante un gas que lo duerme) el 25 de diciembre de 2028 alrededor de las 3 de la mañana. Cuando despierta, se encuentra en un ascensor con una misteriosa chica llamada Phi, a la que no cree conocer, aunque ella si parece reconocerlo. Zero III, la inteligencia artificial en forma conejo que controla el lugar, aparece en una pantalla de ordenador delante de ellos y les dice que tienen que escapar del ascensor. Al escapar, las dos personas se encuentran en un almacén abandonado junto a otras siete personas:
- Dio, un hombre vestido como líder de circo, con una boca sucia y una tendencia a traicionar a sus compañeros.
- Luna, una chica de disposición gentil con un doctorado médico.
- Tenmyouji, un anciano egoísta y protector de su nieto.
- Quark, el inocente nieto adoptivo de Tenmyouji.
- Alice, una mujer disfrazada de princesa egipcia.
- Clover, personaje del juego anterior, que lleva un disfraz extraño y es muy cercana a Alice.
- K, un amnésico dentro de una armadura que no puede quitarse.

Cada uno de los personajes tiene un brazalete que no puede quitarse, que les sirve para jugar al Juego Ambidiestro (Ambidex Game o AB Game). Para acceder a él, los jugadores deben conseguir tarjetas que les permitan ingresar a las Salas AB. Para ello, deben resolver los puzles que se encuentran detrás de las Puertas Cromáticas. Cada brazalete tiene una configuración de colores que les permite hacer equipos de un «par» y un «solo», dando un total de tres personas; combinando los colores de cada grupo de distintas formas, se puede acceder a diferentes puertas. Las salas AB, en tanto, son salas aisladas, donde los jugadores deben tomar la decisión de cooperar con sus compañeros o de traicionarlos. Si tanto el par como el solo cooperan, ganan dos puntos de brazalete (BP) cada uno; si se traicionan entre sí, nadie gana nada; pero si uno coopera y el otro traiciona, el primero pierde dos BP y el segundo gana tres. El jugador que llega a 0 puntos muere, pero el que alcanza los 9 puede abrir la puerta #9 y escapar del edificio. 